# Epirhyssa isthmia
Epirhyssa isthmia är en stekelart som beskrevs av Porter 1978. Epirhyssa isthmia ingår i släktet Epirhyssa och familjen brokparasitsteklar. Inga underarter finns listade i Catalogue of Life.